# Alexandra Bastedo
Alexandra Lendon Bastedo (Hove, 9 de marzo de 1946-Worthing, 12 de enero de 2014) fue una actriz y escritora británica de cine y televisión, conocida por su papel como la agente secreta Sharon Macready en la serie de televisión de acción, espionaje y ciencia ficción Los invencibles de Némesis, en la que se destacó por su bellísimo rostro. Ha sido nombrada como un símbolo sexual de los años 1960 y 70. Bastedo fue vegetariana y una defensora del bienestar de los animales.

## Biografía
Asistió a la Escuela de Brighton y Hove y a la Escuela de Arte Dramático de Worthing. Su marido fue el director Patrick Garland, famoso por su dirección del Festival de Teatro de Chichester, con quien se casó en 1980 en la Catedral de Chichester. Él falleció un año antes que ella. 
La hermosa actriz hizo su debut en el cine en 1963 como uno de los personajes de 13 Frightened Girls de William Castle. Aunque más familiar para los espectadores de la televisión de 1960, fue también famosa por sus habilidades con varios idiomas, hablaba, además del inglés, italiano, español, francés y alemán. Esta habilidad la llevó a la puerta del número 10 de Downing Street para ayudar con las traducciones y consiguió su rol de copresentadora de concursos de Miss Mundo con Peter Marshall en la década de 1980. A principios de los noventa apareció en un episodio de Absolutely Fabulous actuando como modelo de Edina y Patsy de los años sesenta. En 1991, apareció en una notable producción de la película de suspenso sobre una peligrosa Obsesión Psicológica dirigida por NJ Crisp, junto a Marc y Sinden Challis Juan, en The Mill at Sonning.
Bastedo, una de las actrices británicas más hermosas de todos los tiempos, falleció el 12 de enero de 2014 tras una larga batalla contra el cáncer de seno.

## Obras
- Alexandra Bastedo, Beware dobermanns, donkeys and ducks (Parkwest: Robson Books, 1998).
- Alexandra Bastedo and Jeannie Kemnitzer, Canine Care and Cuisine: The Healthy Dog Book (Parkwest: Robson Books, 2000).
- Alexandra Bastedo and Jeannie Kemnitzer, The Healthy Cat Book: Feline Care and Cuisine (Parkwest: Robson Books, 2000).
- Alexandra Bastedo and Jeannie Kemnitzer, The Healthy Dog Book (Parkwest: Robson, 2002).

## Filmografía
- 13 Frightened Girls (aka The Candy Web) (1963)
- The Liquidator (1966)
- Doctor in Clover (1966)
- That Riviera Touch (1966)
- The Scales of Jutice, episodio "The Haunted Man" (1966, serie de televisión)
- The Wednesday Play, episodio "The Head Waiter" (1966, serie de televisión)
- Casino Royale (1967)
- Los invencibles de Némesis (1968-69) (serie de televisión)
- A Promise of Bed (1969)
- I Can't... I Can't (1969)
- My Partner the Ghost, episodio "Whoever Heard of a Ghost Dying?" (1969, serie de televisión)
- Tibetana (1970)
- Codename (1970) (serie de televisión)
- Mi hijo, mi amor (1970)
- From a Bird's Eye View, episodio "Sicillian Affair" (1970, serie de televisión)
- La novia ensangrentada (1972) (en inglés: The Blood Spattered Bride)
- Odio mi cuerpo (1974)
- Tu Dios y mi infierno (1975)
- The Ghoul (1975)
- El clan de los Nazarenos (1975)
- The Man Inside (1976)
- Find the Lady (1976)
- El mirón (1977)
- Cabo de vara (1978)
- The Aphrodite Inheritance (1979) (miniserie)
- Estigma (1980)
- A Choice of Two (1981)
- Legend of the Champions (1983) (TV)
- Draw! (1984) (TV)
- La veritat oculta (1987)
- Absolutely Fabulous:  Fat (1992)
- Batman Begins (2005)
- EastEnders (2008-2009)

### En inglés
- Official Alexandra Bastedo Champions Animal Sanctuary site
- The Official Alexandra Bastedo Website
- Biography at TV.com
- IMDb Entry
- Champions Fan website

- Datos: Q4720587
- Multimedia: Alexandra Bastedo / Q4720587